# Пикник Појнт (Вашингтон)
Пикник Појнт (енгл. Picnic Point) насељено је место без административног статуса у америчкој савезној држави Вашингтон.

## Демографија
По попису из 2010. године број становника је 8.809.
| Група             | 2000.    | 2010.         |
| Белци             | 0 (0,0%) | 6.417 (72,8%) |
| Афроамериканци    | 0 (0,0%) | 218 (2,5%)    |
| Азијати           | 0 (0,0%) | 1.178 (13,4%) |
| Хиспаноамериканци | 0 (0,0%) | 504 (5,7%)    |
| Укупно            | 0        | 8.809         |